# Thích Bảo Nghiêm
Hòa thượng Thích Bảo Nghiêm (sinh ngày 27 tháng 12 năm 1956, thế danh Đặng Minh Châu) là một tu sĩ Phật giáo và chính trị gia người Việt Nam. Ông hiện là đại biểu quốc hội Việt Nam khóa XIV nhiệm kì 2016-2021, thuộc đoàn đại biểu quốc hội thành phố Hà Nội, Phó Chủ tịch Hội đồng Trị sự kiêm Trưởng ban Hoằng Pháp Trung ương Giáo hội Phật giáo Việt Nam, Trưởng ban trị sự Giáo hội Phật giáo Việt Nam thành phố Hà Nội, Trưởng ban trị sự tỉnh hội phật giáo Hà Tĩnh, Ủy viên Ủy ban Trung ương Mặt trận Tổ quốc Việt Nam, Ủy viên Ủy ban Văn hóa, Giáo dục, Thanh niên, Thiếu niên và Nhi đồng của Quốc hội. Ông hiện làm việc ở Chùa Quán Sứ, thành phố Hà Nội, Trụ trì Chùa Lý Quốc Sư, Chùa Bà Đá (Văn phòng Ban Trị Sự GHPGVN TP Hà Nội), Trụ trì Chùa Bằng (Linh Tiên Tự). Ông từng là đại biểu Quốc hội Việt Nam khoá XIII đoàn đại biểu thành phố Hà Nội, Trưởng ban trị sự Tỉnh hội phật giáo Hà Tĩnh.

## Giáo dục
- Đại học Phật giáo
- Tiến sĩ Triết học, chuyên ngành Chủ nghĩa duy vật biện chứng và Chủ nghĩa duy vật lịch sử, Mã số 62.22.80.05, đề tài: "Mối quan hệ giữa Phật giáo và tín ngưỡng dân gian Việt Nam (qua nghiên cứu một số ngôi chùa tiêu biểu của Phật giáo Bắc tông)", bảo vệ ngày 18 tháng 4 năm 2016 ở Đại học Khoa học Xã hội và Nhân văn, Đại học Quốc gia Hà Nội.[3]

## Tiểu sử
Sư sinh ngày 27 tháng 12 năm 1956 tại xã Vũ Lăng, huyện Tiền Hải, Thái Bình. Sư xuất gia năm 14 tuổi tại chùa Diên Phúc, Xã Tân Thịnh, Huyện Nam Trực, Tỉnh Nam Định, sư thọ giới sadi 05/1974 tại Tổ đình Cao Đà Hà Nam do Cố Trưởng Lão HT Thích Thế Long, nguyên trụ trì tổ đình Cổ Lễ , Huyện Trực Ninh, Tỉnh Nam Định làm thầy hoà thượng, sư thọ giới tỳ kheo năm 1975 tại đại giới đàn chùa Cả Thành Phố Nam Định, Tỉnh Nam Định
Sư là đệ tử, Trưởng pháp tử của Cố Đại Lão Hòa thượng Thích Tâm Chính thế hệ thứ 5 sơn môn Tế Xuyên Hà Nam, Nguyên Chứng Minh BTS PG tỉnh Nam Định, Nguyên trụ trì chùa Diên Phúc, Xã Tân Thịnh Huyện Nam Trực Tỉnh Nam Định, Năm 1983 Cố Đại Lão Hoà thượng Thích Tâm Chính viên tịch, sư lên Hà Nội học và y chỉ theo Hòa thượng Thích Tâm Tịch (là Sư Đệ Cố Đại Lão Hòa thượng Thích Tâm Chính ) là đệ nhị pháp chủ, trưởng sơn môn Bồ Đề, trưởng sơn môn Tế Xuyên Hà Nam.
Sư được tấn phong giáo phẩm thượng tọa năm 1997, hòa thượng năm 2012.
Ông trúng cử với tỷ lệ phiếu là 70%, thuộc đoàn đại biểu Quốc hội Hà Nội.

## Đại biểu Quốc hội Việt Nam khóa XIII nhiệm kì 2011-2016
Trong kì họp thứ 10 Quốc hội khóa XIII, bàn về vụ hai người của chùa Thiền Quang ở ấp 4, xã Tân Thanh, huyện Cái Bè, tỉnh Tiền Giang lỡ mua bao tải rắn từ Cần Thơ, đã lén thả rắn xuống đường quốc lộ khiến người dân kinh sợ, ông cho biết "việc phóng sinh trong nhà Phật thể hiện lòng thương tất cả mọi loài, nhưng phóng sinh những con vật gây tác hại cho dân như rắn là không nên" và "lấy việc giết để ngăn việc giết" là không phạm vào điều cấm của nhà Phật.

## Đại biểu Quốc hội Việt Nam khóa XIV nhiệm kì 2016-2021
Chiều ngày 7 tháng 6 năm 2017, tại phiên thảo luận tổ về dự án Luật bảo vệ và phát triển rừng (sửa đổi), ông kêu gọi mọi người trồng cây xanh trong thành thị để bảo vệ môi trường và nên cấm tuyệt đối việc chặt cây. Theo ông, giáo lý của đạo Phật nghiêm cấm việc chặt cây xanh và coi việc này cũng là sát sinh.

## Chức vụ trong giáo hội
- Phó chủ tịch hội đồng trị sự
- Trưởng ban hoằng pháp trung ương giáo hội
- Trưởng ban trị sự GHPG thành phố Hà Nội
- Trưởng ban trị sự GHPG tỉnh Hà Tĩnh
- Trưởng sơn môn Bồ Đề
- Phó trưởng sơn môn Tế Xuyên Hà Nam

## Các chùa trụ trì
- Chùa Lý Triều Quốc Sư, Hoàn Kiếm, Hà Nội.
- Chùa Bằng A, Hoàng Mai, Hà Nội.
- Chùa Cảm Sơn, Đại Nài, Hà Tĩnh.
- Viện chủ Tổ đình Diên Phúc ,Tân Thịnh, Nam Trực, Nam Định nơi gắn liền với cuộc đời đạo hạnh của sư phụ ngài là Cố Trưởng Lão HT Thích Tâm Chính từng trụ trì và tu hành
- Viện chủ Tổ đình Vạn Phúc, Sóc Sơn, Hà Nội.
- Viện chủ chùa Kim Long, Thạch Thất, Hà Nội.